# 中川敬
中川 敬（なかがわ たかし、1966年3月29日 - ）は、日本のミュージシャン。兵庫県西宮市出身。ソウル・フラワー・ユニオン、ソウル・フラワー・モノノケ・サミットでボーカル、ギター、三線を担当。

## 来歴
- 1966年 - 3月29日、兵庫県西宮市に生まれる。
- 1982年 - バンド「レモン・スクイーザー」結成。ローリング・ストーンズやザ・フー、村八分などのコピーからスタート。
- 1984年 - デザインの専門学校に入学するも、勝手に3カ月で卒業。溜り場の大阪ミナミのロック喫茶の先輩達によるバンドに複数、ギタリストとして参加し、東京ツアーを始める。
- 1985年 - 自らがギター＆ヴォーカルを担当するバンド、「ザ・ニューエスト・モデル」を始動させる。
- 1988年 - ソウル・フラワー・レーベルを立ち上げる。この頃から、反原発運動に参加。
- 1989年 - キングレコードにソウル・フラワー・レーベル（ニューエスト・モデル＆メスカリン・ドライヴ）ごと移籍
- 1993年 - 「ソウル・フラワー・ユニオン」結成。初ライブの対バンは、ボ・ガンボス。
- 1995年 - 1月17日、阪神・淡路大震災。「ソウル・フラワー・モノノケ・サミット」を結成し、被災地での出前ライブを開始する。
- 1996年 - 北朝鮮でライブを行う。
- 1997年 - 香港、ベトナム、フィリピンでライブを行う。田端義夫と高千穂でセッションする。
- 1997年 - ソロ・プロジェクト「ソウルシャリスト・エスケイプ」で、ドーナル・ラニー、大熊ワタル、サム・ベネットらと、アルバム『ロスト・ホームランド』を制作。
- 1999年 - 韓国でライブを行う。公式では初の日本語アーティストとして招聘される。
- 2000年 - CMで登川誠仁と共演を縁に、アルバム『スピリチュアル・ユニティ』のプロデュースを手掛ける。
- 2001年 - ヒート・ウェイヴの山口洋らと「ヤポネシアン・ボールズ・ファウンデーション」結成。
- 2002年 - フランス、東ティモール、国後島でライブを行う。
- 2003年 - 音楽ジャーナリスト・花房浩一らと『非戦音楽人会議』を立ち上げる。
- 2004年 - 台湾でライブを行う。
- 2005年 - 韓国、ヨルダンのパレスチナ難民キャンプでライブを行う。
- 2011年 - 個人名義では初になるソロ・アルバム『街道筋の着地しないブルース』をリリース。「ソウルフラワーみちのく旅団」名義で、東北各地の避難所出前ライヴを行う。
- 2012年 - セカンド・ソロ・アルバム『銀河のほとり、路上の花』をリリース。東北の避難所や仮設住宅で慰問ライヴをする。TwitNoNukesなどのデモに参加[1]。毎秋リクオと開催する『うたのありか』ツアーを開始。
- 2013年 - 弾き語りでのライヴ活動、開始。台湾でライブを行う。
- 2015年 - 1月3日の安城市カゼノイチ公演を皮切りに、弾き語りソロ・ツアーを開始。サード・ソロ・アルバム『にじむ残響、バザールの夢』をリリース。
- 2017年 - 4thソロ・アルバム『豊穣なる闇のバラッド』をリリース。
- 2023年 - 5thソロ・アルバム『夜汽車を貫通するメロディヤ』をリリース。

## バンド歴
- コックサッカー・ブルース・バンド - (1981〜1982)
- レモン・スクイーザー - (1982〜1984)
- セクシャル - (1985／※ギタリストとして参加)
- ニューエスト・モデル - (1985〜1993)
- ソウル・フラワー・ユニオン - (1993〜)
- ソウル・フラワー・モノノケ・サミット - (1995〜)
- ソウルシャリスト・エスケイプ - (1997〜1998)
- ヤポネシアン・ボールズ・ファウンデーション - (2001〜2002)
- ソウル・フラワー・アコースティック・パルチザン - (2005〜)
- ソウル・フラワー・みちのく旅団 - (2011〜)

## ディスコグラフィ

### シングル
|          | 発売日        | タイトル                       | 規格品番 |
| BM tunes | BM tunes      | BM tunes                       | BM tunes |
| -------- | ------------- | ------------------------------ | -------- |
| 1st      | 2012年6月27日 | 世界はお前を待っている         | 配信限定 |
| 2nd      | 2023年7月5日  | いのちの落書きで壁を包囲しよう | 配信限定 |

### アルバム
|                                | 発売日                         | タイトル                       | 規格品番                       | チャート                       |
| オリコン                       | 発売日                         | タイトル                       | 規格品番                       |                                |
| SOUL FLOWER RECORDS (BM tunes) | SOUL FLOWER RECORDS (BM tunes) | SOUL FLOWER RECORDS (BM tunes) | SOUL FLOWER RECORDS (BM tunes) | SOUL FLOWER RECORDS (BM tunes) |
| ------------------------------ | ------------------------------ | ------------------------------ | ------------------------------ | ------------------------------ |
| 1st                            | 2011年6月22日                  | 街道筋の着地しないブルース     | XBCD-6004 (CD)                 | 196位                          |
| 2nd                            | 2012年11月28日                 | 銀河のほとり、路上の花         | XBCD-6005 (CD)                 | 160位                          |
| BM tunes                       |                                |                                |                                |                                |
| 3rd                            | 2015年10月7日                  | にじむ残響、バザールの夢       | XBCD-6006 (CD)                 | 146位                          |
| 4th                            | 2017年10月4日                  | 豊穣なる闇のバラッド           | XBCD-6007 (CD)                 | -                              |
| 5th                            | 2023年7月5日                   | 夜汽車を貫通するメロディヤ     | XBCD-6008 (CD)                 | -                              |

## 著書・対談ほか
- 『中川敬語録1986-2002』歌垣社、2002年
- 森達也『世界と僕たちの、未来のために―森達也対談集』作品社、2006年
- 『ミュージシャン・中川敬とリクオにきく 音楽と政治と暮らし』ヒマール、2024年